# Воскресенське (Половинський округ)
Воскресе́нське (рос. Воскресенское) — присілок у складі Половинського округу Курганської області, Росія.
Населення — 439 осіб (2010, 601 у 2002).
Національний склад станом на 2002 рік:
- росіяни — 88 %